# 722年
| 千纪： | 1千纪                                                                                           |
| 世纪： | 7世纪 \| 8世纪 \| 9世纪                                                                         |
| 年代： | 690年代 \| 700年代 \| 710年代 \| 720年代 \| 730年代 \| 740年代 \| 750年代                       |
| 年份： | 717年 \| 718年 \| 719年 \| 720年 \| 721年 \| 722年 \| 723年 \| 724年 \| 725年 \| 726年 \| 727年 |
| 纪年： | 壬戌年（狗年）；唐（新罗）开元十年；日本養老六年；渤海国仁安三年                                |

## 大事记
- 杨思勖讨平安南梅叔焉。
- 八月，吐蕃围小勃律，唐将张思礼与小勃律合兵击败吐蕃。
- 契丹可突於入朝，唐玄宗拜可突于左羽林將軍
- 阿斯圖里亞斯王國在科瓦東加戰役擊敗奧米亞王朝，確保了基督徒的據點得以在伊比利北部存續（另一說發生於718年）。

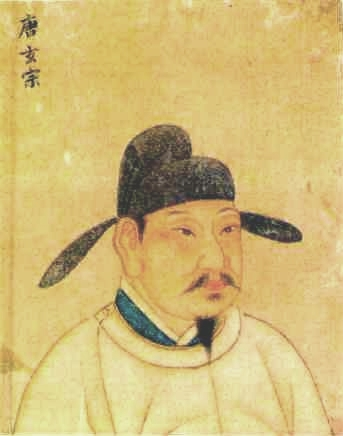
唐玄宗

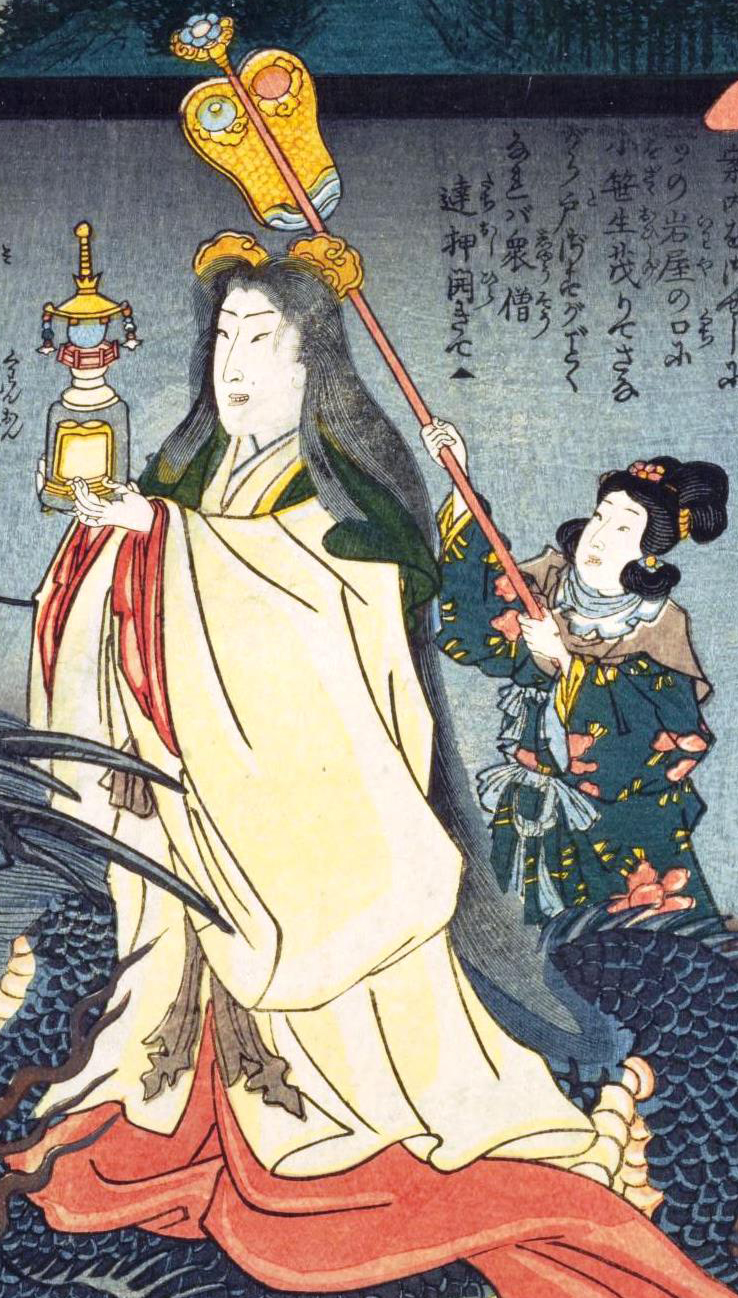
元正天皇

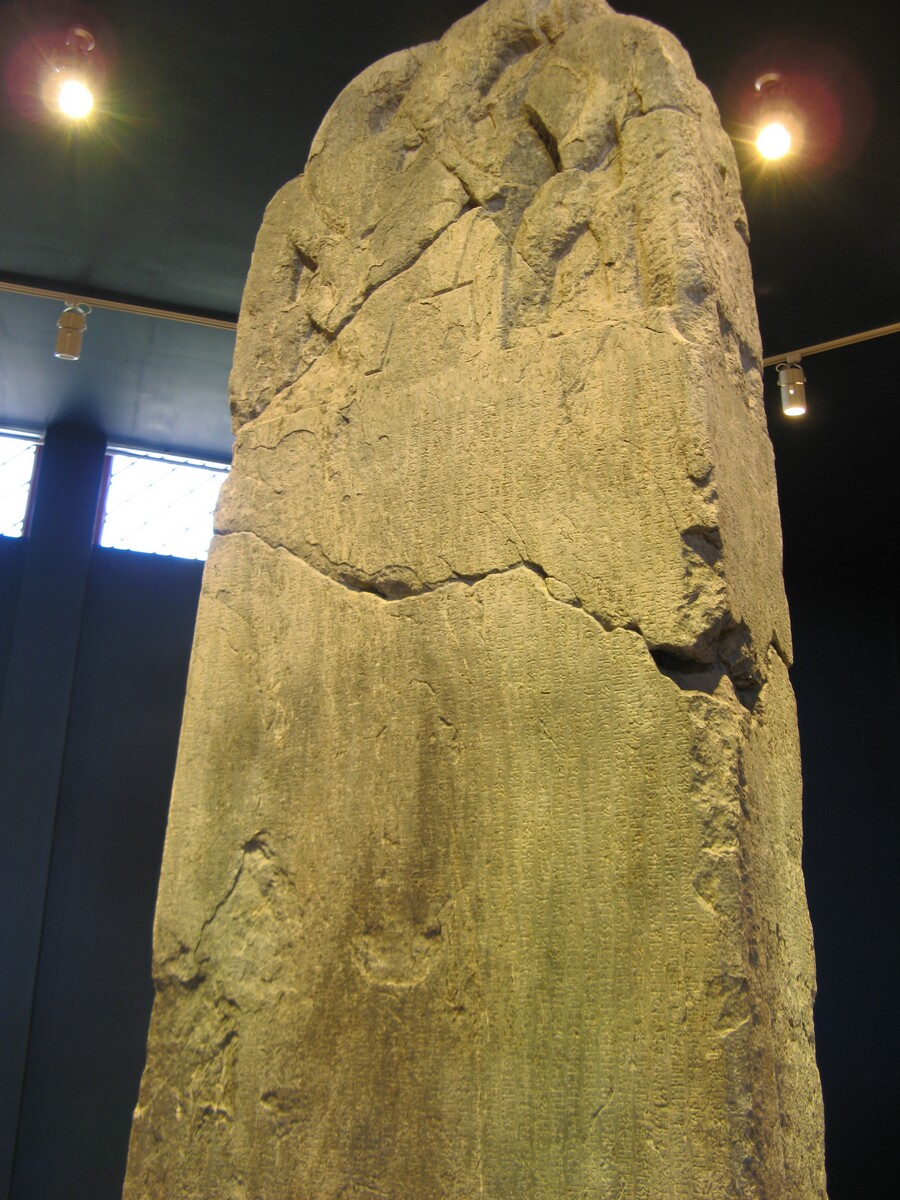
毗伽可汗碑

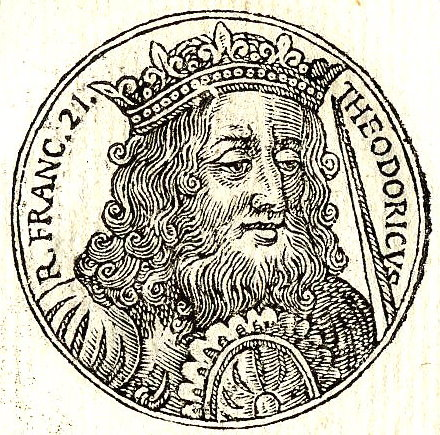
提乌德里克四世

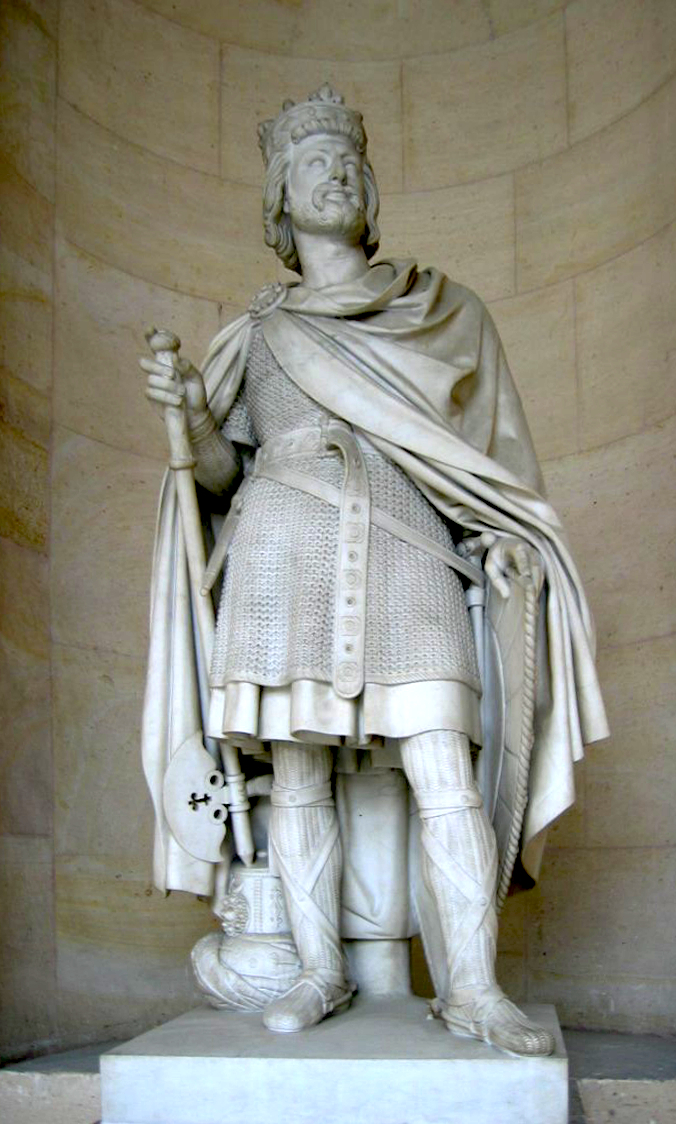
查理·马特

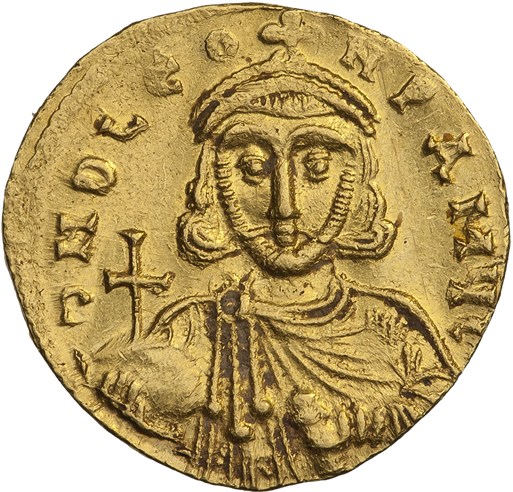
利奥三世

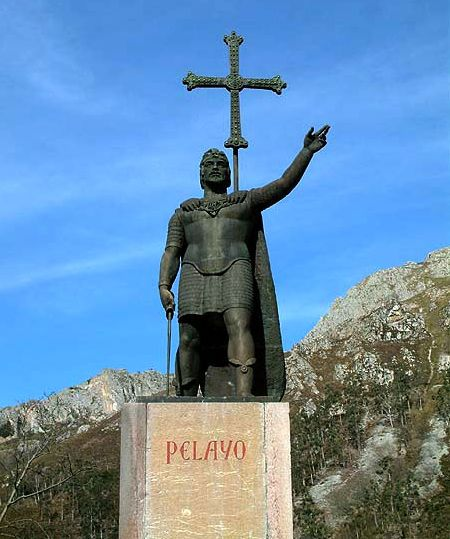
佩拉约

## 各国领袖

### 非洲
- 马库里亚王国 - 
  1. Merkurios，马库里亚国王（697年－722年）
  2. Zacharias I，马库里亚国王（722年－？）
- Nekor王国 - Salih I ibn Mansur（710年－749年）

### 美洲
- 卡拉克穆尔 – Yuknoom Yich'aak K'ahk'（702年－731年）
- 科潘 - 瓦沙克拉洪·乌巴·卡维尔（675年－738年）
- 帕伦克 - Kʼinich Kʼan Joy Chitam II（702年－722年）
- 蒂卡尔 - Hasaw Chan K'awil（682年－732年）

### 亚洲
- 中国（唐朝） - 唐玄宗李隆基，中国皇帝（712年－756年）
- 日本（飛鳥時代）- 元正天皇，日本天皇（715年－724年）
- 朝鲜半岛（统一新罗）- 圣德王，新罗王（702年－737年）
- 帕拉瓦王朝 - Nandivarman II（710年－775年）
- 渤海国 - 武王大武藝，振国王（渤海郡王）（719年－737年）
- 吐蕃 - 赤德祖赞，赞普（704年－755年）
- 后突厥 - 毗伽可汗，可汗（717年－734年）
- 突骑施 - 苏禄可汗，可汗（716年－738年）

### 欧洲
- 保加利亚 - 科尔梅希（英语：Kormesiy），保加利亚可汗（721年－738年）
- 拜占庭帝国 - 利奥三世（717年－741年）
- 法兰克王国 - 提乌德里克四世，法兰克国王（720年－737年）
  - 宫相 - 查理·马特（714年－741年）
  - 阿基坦公国 - 伟大的奥多（715年－730年）
- 弗里西亞 - Bubo（719年－734年）
- 格鲁吉亚 -
  - 巴格拉季昂王朝 - Nerse（705年－742年）
- 倫巴底王國 - 利乌特普兰德（712年－744年）
- 塞尔维亚 - Ratimir，塞尔维亚统治者（700年－730年）
- 威尼斯共和国 - 马塞洛·特加利亚诺，威尼斯总督（717年－726年）
- 西班牙（阿斯图里亚斯王国）- 佩拉约（718年－737年）
- 爱尔兰 - 
  1. Fergal mac Máele Dúin，爱尔兰高王（英语：List of High Kings of Ireland）（710年－722年）
  2. Fogartach mac Néill，爱尔兰高王（722年－724年）

  - 康诺特 - Indrechtach mac Muiredaig，康诺特王（707年－723年）
  - Uí Maine - Dluthach mac Fithcheallach（711年－738年）
  - 伦斯特 -  Murchad mac Brain Mut，伦斯特君主（715年－727年）
  - Ulaid - Áed Róin（708年－735年）
- 英格兰（七国时代）- 
  - 東盎格利亞王國 - 埃爾夫瓦爾德（英语：Ælfwald of East Anglia）（713年－749年）
  - 埃塞克斯王國 - 
    - Saelred（709年－746年）
    - Swæfberht（715年－738年）

  - 肯特王國 - 威特瑞德（英语：Wihtred of Kent）（690年－725年）
  - 默西亚王国 - Ethelbald，默西亚国王（716年－757年）
  - 诺森布里亚 - Osric，诺森布里亚国王（718年－729年）
  - 萨塞克斯王国 -
    - 内特尔姆（英语：Nothelm of Sussex） （在世期692年－725年）
    - 沃茨（英语：Watt of Sussex）（在世期692年－725年）

  - 韦塞克斯 - 伊尼，韦塞克斯国王（688年－726年）
- 苏格兰
  - Dál Riata - Selbach mac Ferchair（700年－723年）
  - Strathclyde王国 -

  1. Bili II（694年－722年）
  2. Teudebur of Alt Clut（722年－752年）

  - 皮克特王国 - Nechtan mac Der-Ilei，皮克特国王（706年－724年）
- 威尔士 -
  - Gwynedd王国 - Rhodri Molwynog（720年－754年）
  - Powys王国 - Gwylog ap Beli（695年－725年）

### 中东
- 阿拉伯帝国 - 耶齐德二世，哈里发（720年－724年）